# Hasselerbeek

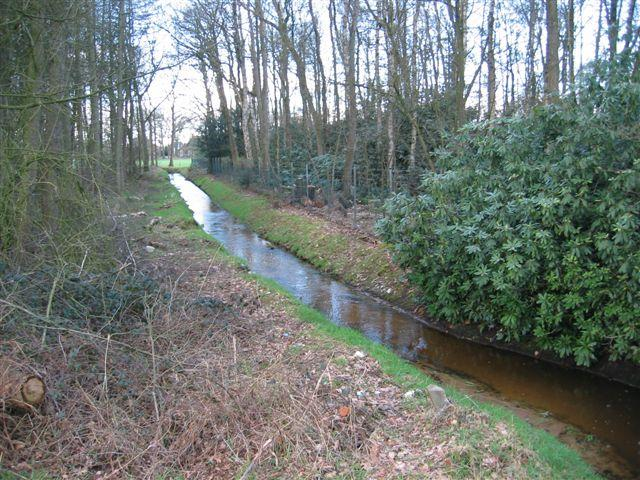
Hasselerbeek nabij Frans op de Bult Oldenzaal - Hengelo

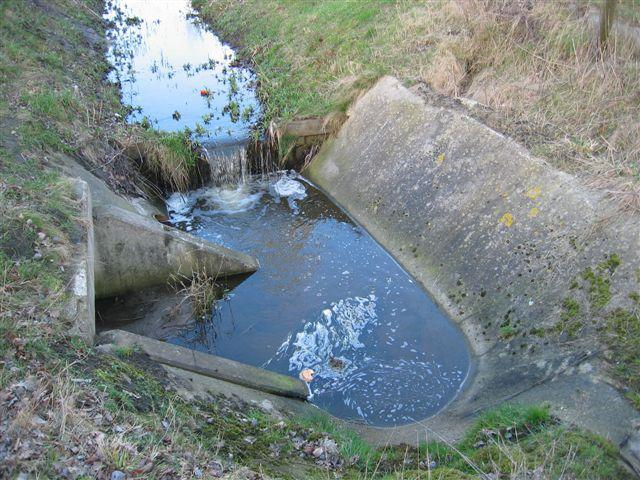
Begin Hasselerbeek

De Hasselerbeek loopt van Oldenzaal naar Hengelo in de Nederlandse provincie Overijssel. De beek loopt onder de A1 door en vervolgens in de richting van de wijk Hasseler Es in Hengelo.
De beek ontstaat uit twee slootjes: de een is een afwateringssloot van de snelweg A1 en verschillende weilandjes, de ander loopt langs een weggetje en verschillende weilandjes. Hierna stroomt de beek in een plas. Vervolgens stroomt hij langs de snelweg richting Hengelo. Hij gaat langs de wijk Hasseler Es en mondt uiteindelijk uit in een vijver nabij de wijk Slangenbeek. Deze vijver voedt de Slangenbeek.
De Hasselerbeek heeft diverse stuwen. Verder loopt hij onder wegen door door middel van duikers.
De beek loopt voornamelijk door het platteland, maar loopt ook langs stedelijk gebied.
De beek valt nu onder Hengeloos grondgebied doordat Hengelo zich uitbreidde met de wijken Hasseler Es en Slangenbeek.
Rechsboven staan de coördinaten van het begin van de Hasselerbeek

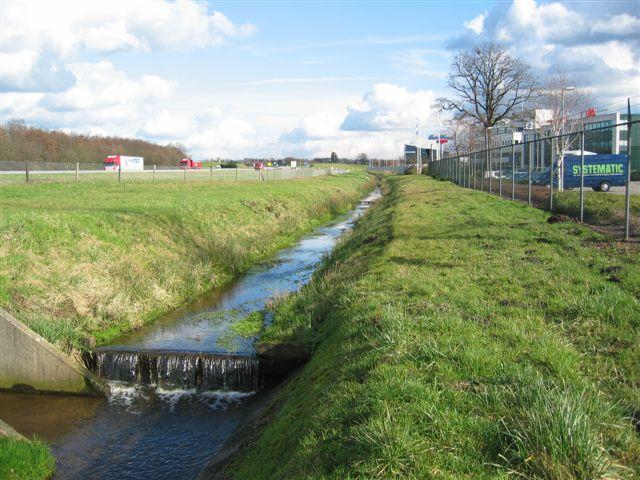
Een kilometer na het begin van de Hasselerbeek
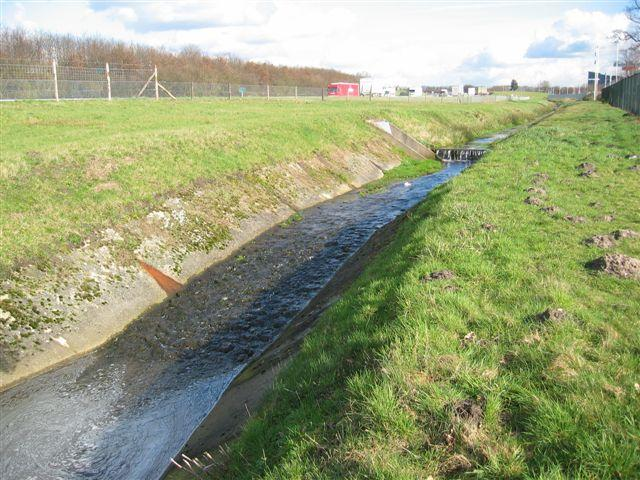
Stuw Hasselerbeek
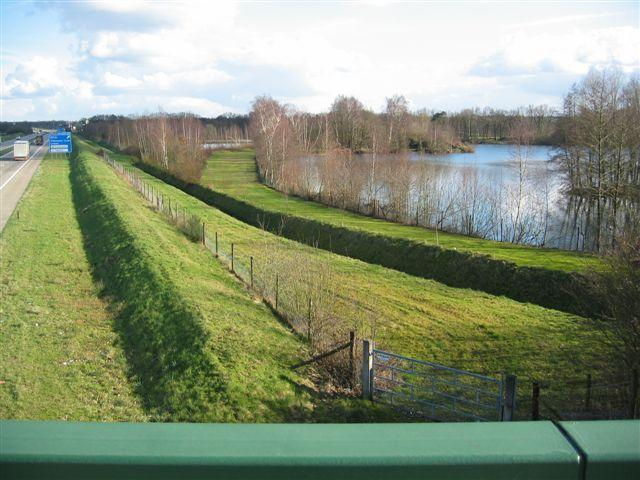
Hasselerbeek nabij Pannenkoekenplas
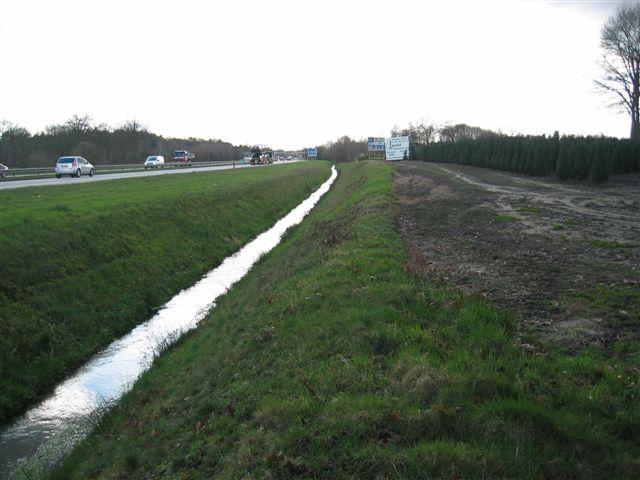
Hasselerbeek richting Hengelo
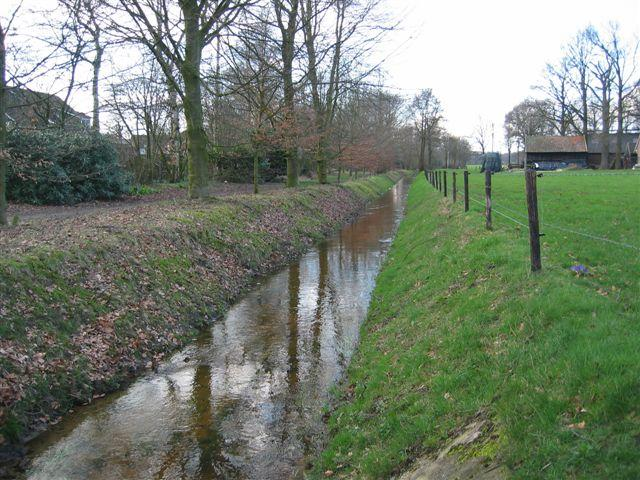
De Hasselerbeek aan het begin van de Hasseler Es
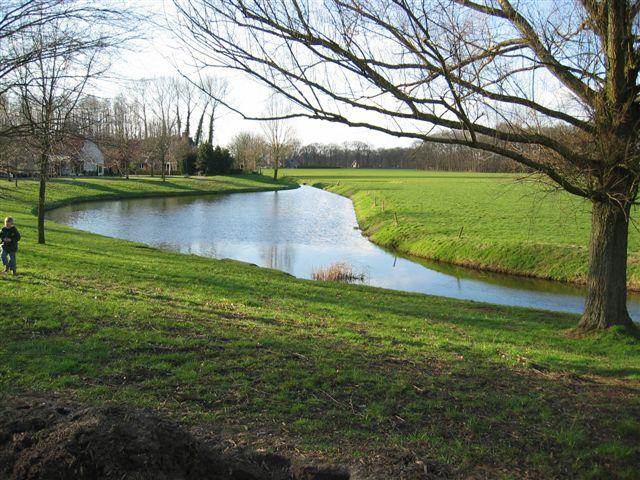
Een vijver van de Hasselerbeek
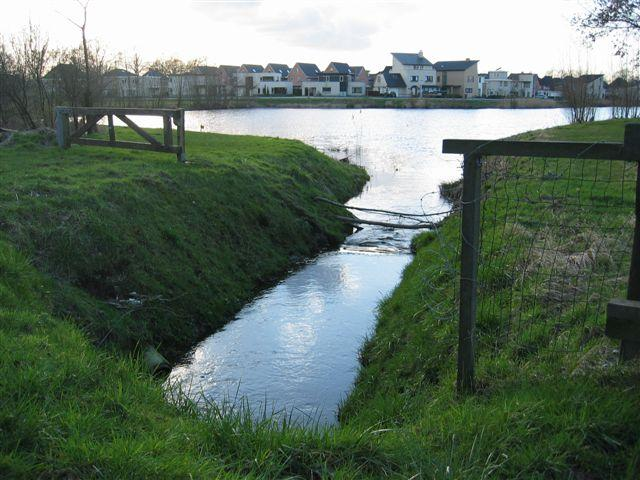
Einde van de Hasselerbeek
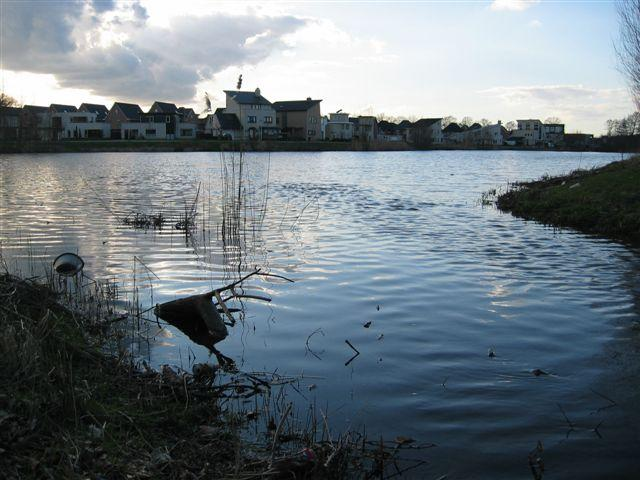
Vijver waarin Hasselerbeek uitmondt